# Elie Dăianu
Elie Dăianu (n. 9 martie 1868, Cut, Alba – d. 11 septembrie 1956, Cluj) a fost protopop român unit (greco-catolic) al Clujului din 1902 până în 1940, figură reprezentativă a intelectualității române din Transilvania în prima jumătate a secolului al XX-lea. În anul 1920 a fost ales deputat din partea Partidului Poporului și a ocupat funcția de vicepreședinte al Camerei Deputaților.

## Studiile
Studiile gimnaziale și le-a făcut în Sibiu și Blaj, cele teologice la Universitatea din Budapesta (1989-1892), apoi cele filologice la universitățile din Graz si Budapesta, încheind cu lucrarea de doctorat la cea din urmă. A fost redactor la Tribuna și Foaia Poporului din Sibiu între 1896-1900, profesor suplinitor la Seminarul Teologic din Blaj, concomitent profesor de germană și română la gimnaziul din Blaj între 1900-1902, preot și protopop în Cluj din 1902. Până la mutarea Episcopiei de Gherla la Cluj în anul 1930, protopopiatul greco-catolic al Clujului făcea parte din Arhiepiscopia de Alba Iulia și Făgăraș.

## Activitatea culturală

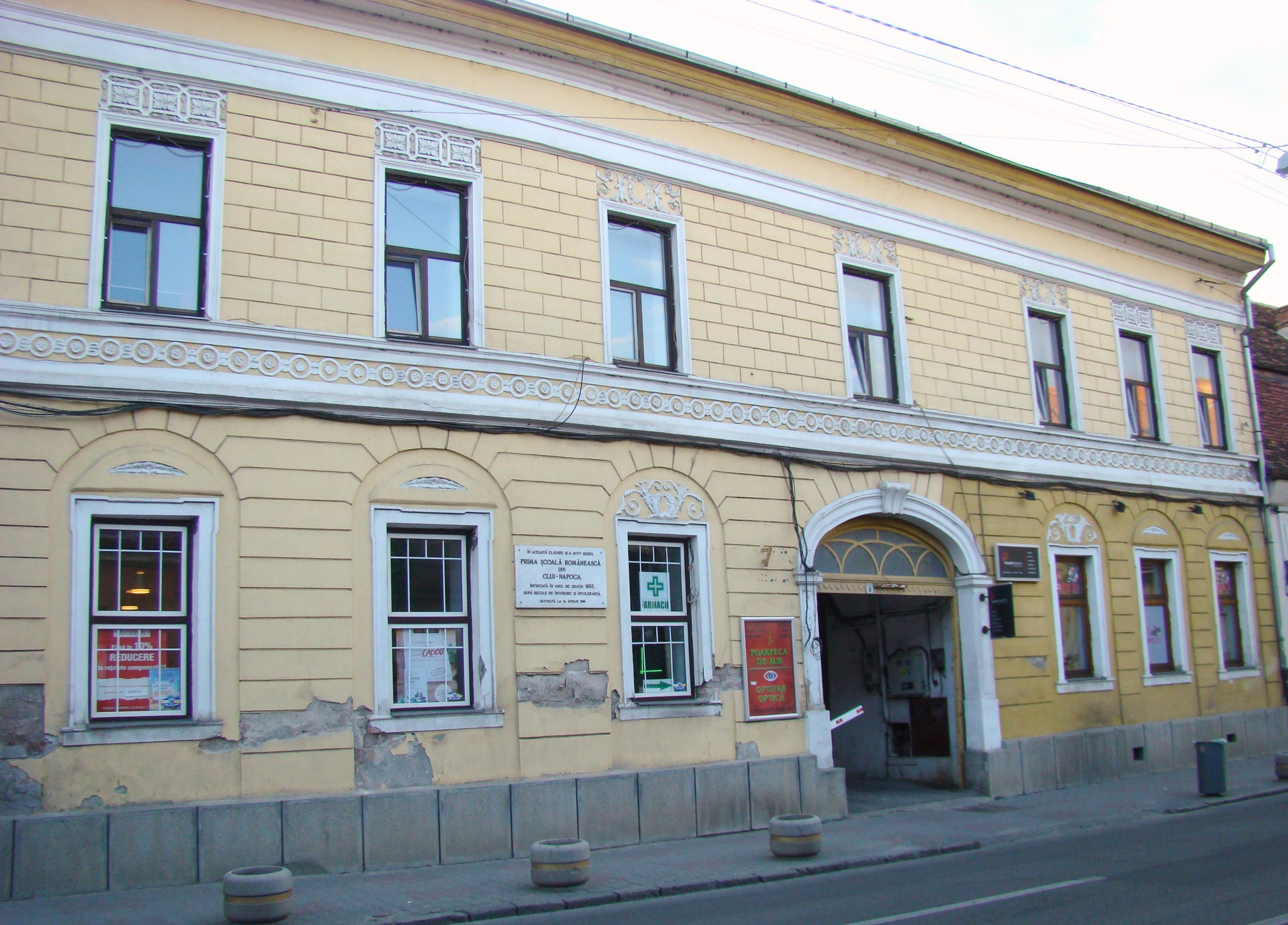
Vechiul sediu al Protopopiatului Unit al Clujului

În anul 1897, ca redactor șef al revistei Tribuna, i-a publicat tânărului Octavian Goga, pe atunci elev în clasa a VI-a a Liceului de Stat din Sibiu, șase poezii.
În anul 1901 a publicat la Sibiu textul latin și traducerea în limba română a memoriului Supplex Libellus Valachorum Transsilvaniae din 1791.
În anul 1903 a înființat la Cluj Răvașul, o revistă culturală ilustrată săptămânală, în care a publicat o serie de studii istorice.
Dăianu a scris biografiile unor oameni de seamă și a militat pentru refacerea unității bisericești a românilor din Transilvania. A fost de asemenea autor și editor al mai multor lucrări de cultură românească. Sediul vechiului Protopopiat Unit al Clujului, situat pe strada Cărbunelui (în prezent Napoca), a fost vizitat în 1903 de Ion Luca Caragiale, care dorea să se stabilească la Cluj.
În 1906 a reeditat cu litere latine volumele de predici ale lui Petru Maior, apărute inițial la Buda, cu litere chirilice (Prediche sau învățături la toate duminicile și sărbătorile anului).
Duminică, 20 august 1916, a participat din partea românilor uniți clujeni la slujba ocazionată de ziua împăratului Franz Joseph, ocazie cu care și-a exprimat „sentimentele de loialitate și alipire neclintită cătră Maiestatea Sa, și cătră glorioasa Casă Domnitoare”, precum și recunoștința pentru toate binefacerile care s-au revărsat asupra întregului popor românesc datorită Casei de Habsburg.
După 1918, protopopul Dăianu a devenit președinte al Comisiei Monumentelor Istorice, secția pentru Transilvania, apoi senator și deputat în Parlamentul României.

## Volume publicate

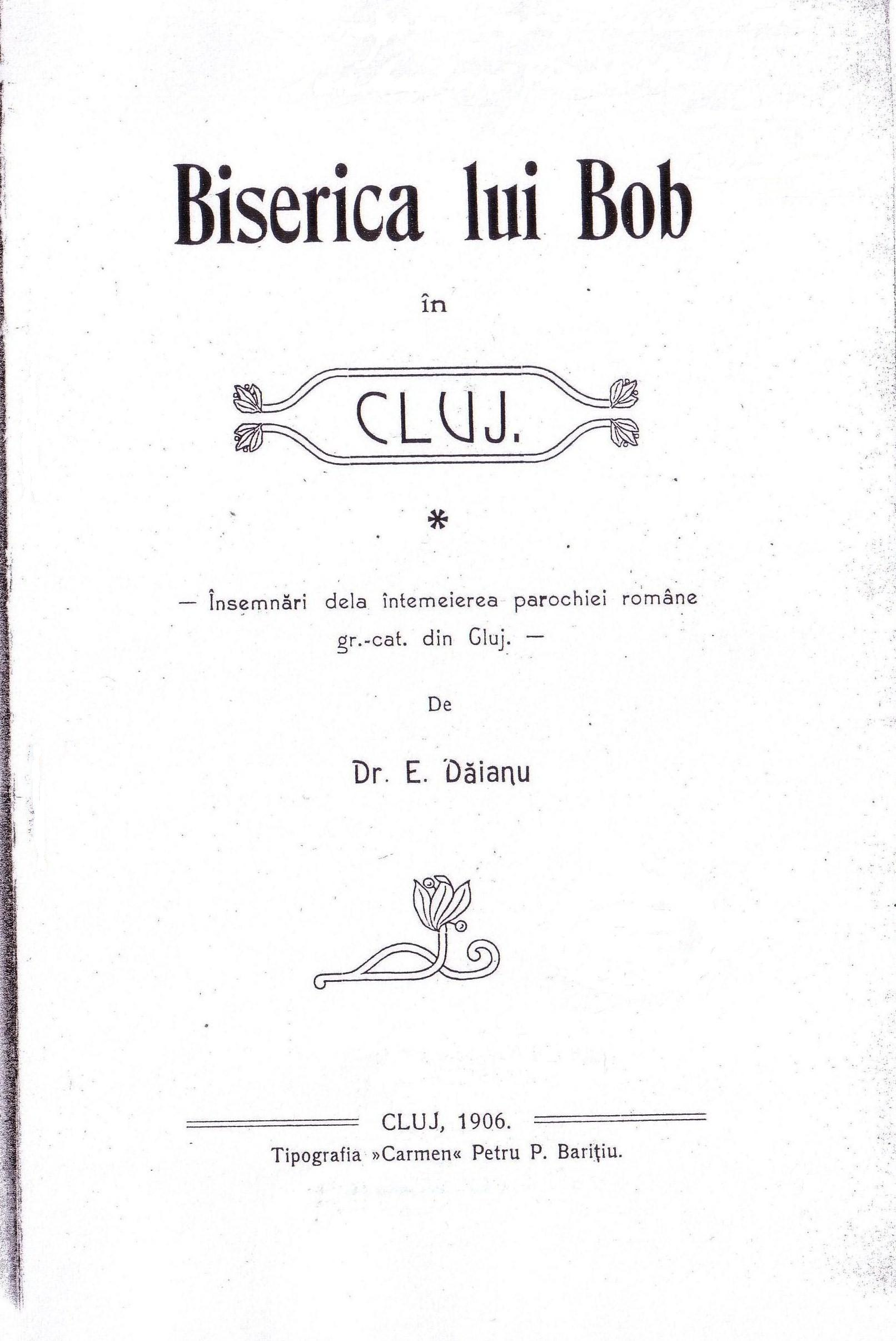
Monografia Bisericii Bob

- Biserica lui Bob în Cluj, Cluj, 1906;
- Eminescu în Blaj. Amintiri de ale contemporanilor, Sibiu, 1914;
- Al doilea președinte al "Asociațiunii": Vasile L. bar. Pop (1819-1875), Sibiu, 1925;
- Leul de la Șișești. Preotul luptător Dr. Vasile Lucaciu, Cluj, 1937;
- Ioan Micu Moldovan, zis Moldovănuț, Cluj, 1937;
- Timotei Cipariu, București, 1938;
- Gheorghe Șincai de la Șinca Veche, Oradea, 1939, 32 p.;
- Ardealul în avangarda renașterii naționale, Cluj, 1939;
- Un ungur despre drepturile istorice ale României, Cluj, 1939;
- Poetul silezian Martin Opitz și românii din Transilvania, Alba Iulia, 1946;
- Însemnări din închisoare și exil (1917-1918), 2 vol. (postume), Cluj, 2002 și 2003;
- Scrieri (postume), Alba Iulia, 2010, editat de Ion Moise